# Jan Antoni Farina
Jan Antoni Farina, właśc. wł. Giovanni Antonio Farina (ur. 11 stycznia 1803 w Gambellarze w Wenecji Euganejskiej, zm. 4 marca 1888 w Vicenzy) – biskup Treviso, zwany biskupem ubogich (ze względu na szczególną troskę o dzieła miłosierdzia), założyciel Zgromadzenia Sióstr Nauczycielek św. Doroty Córek Najświętszych Serc (SDVI), święty Kościoła katolickiego.
Był drugim z pięciorga dzieci swoich rodziców. Mając 15 lat wstąpił do seminarium w Vicenzy, a w dniu 15 stycznia 1827 otrzymał święcenia kapłańskie. W 1831 założył pierwszą szkołę dla ubogich dziewcząt, a w 5 lat później (1836) założył instytut Sióstr Nauczycielek św. Doroty Córek Najświętszych Serc. W 1850 został mianowany biskupem Treviso.
Zmarł mając 85 lat w opinii świętości.
Został beatyfikowany przez papieża Jana Pawła II w dniu 4 listopada 2001 roku. 4 kwietnia 2014 papież Franciszek podpisał dekret o uznanie cudu za wstawiennictwem błogosławionego. 12 czerwca 2014, podczas konsystorza papież ogłosił, że bł. Jan Antoni Farina (z 5. innymi błogosławionymi) zostanie kanonizowany 23 listopada 2014. Tego dnia na placu świętego Piotra papież Franciszek kanonizował jego i 5 innych błogosławionych.